# لیبره‌آفیس رایتر
نرم‌افزار واژه پرداز مجموعهٔ لیبره‌آفیس که به زبان جاوا نوشته شده و از یونی‌کد و زبانهای راست به چپ از قبیل فارسی و عبری پشتیبانی می‌کند. اغلب فایل‌های متنی از قبیل فایل‌های مایکروسافت ورد با این نرم‌افزار قابل رؤیت و ویرایش هستند.

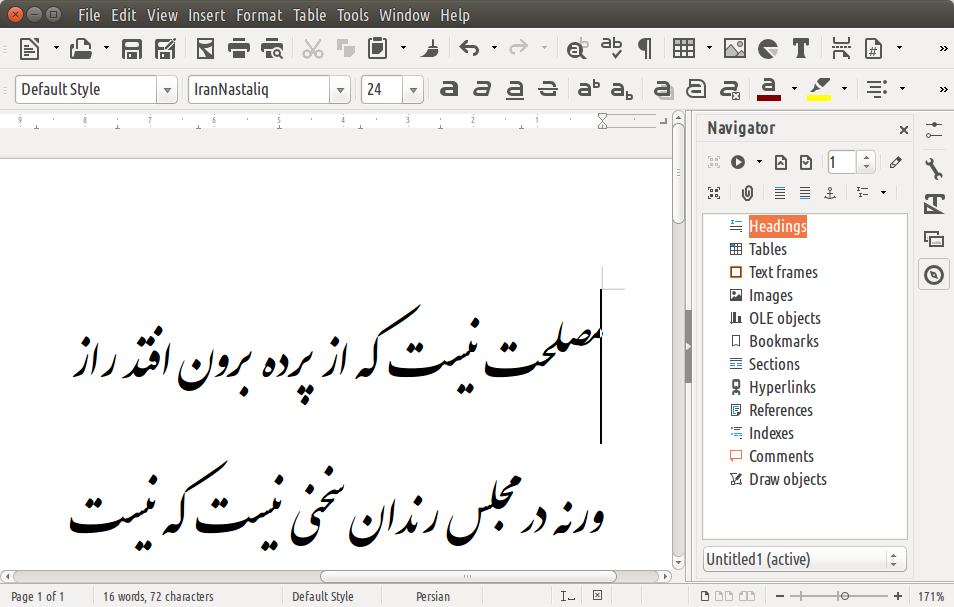
نماگرفتی از نگارنده‌ی لیبره‌آفیس نرم‌افزار واژه پرداز مجموعهٔ لیبره‌آفیس در حال نمایش یک بیت از حافظ در محیط اوبونتو و قابلیت نوشتاری راست به چپ با فونت دلخواه (نستعلیق).

## برخی از قابلیتها
- این نرم‌افزار مجهز به غلط یاب فارسی می‌باشد
- این نرم‌افزار قابلیت تبدیل متن خروجی به پی‌دی‌اف را دارا می‌باشد
- این نرم‌افزار قابلیت تولید خروجی با قالب ویکی‌پدیا را داراست
- این نرم‌افزار در محیطهای ویندوز، اواس ده و لینوکس قابل اجراست